# Фетишизм товстіння
Фетишизм жиру або адипофілія (від латинського adeps — «жир» і грецького φιλία — «любов») — це сексуальний потяг, спрямований на надмірна вага або Огрядна людина люди, які страждають ожирінням, в першу чергу через свою вагу і габаритів..
Різновидом фетишизму жиру є" годування «або» придбання", коли сексуальне задоволення досягається в процесі придбання або допомоги іншим отримувати жирові відкладення, не обов'язково за рахунок самого жиру, хоча між цими групами існує багато спільного. Фетишизм жиру також включає «набивання» і «набивання», тоді як основна увага в сексуальному збудженні приділяється відчуттям і властивостям реальної або імітованої вигоди.